# Peter Pantzer
Peter Pantzer (* 15. Oktober 1942 in Salzburg; † 8. März 2025 in Wien) war ein österreichischer Japanologe und Hochschullehrer.

## Jugend
Seine Familie stammt väterlicherseits aus Neckenmarkt im heutigen Burgenland, wo sein Großvater Bürgermeister war. Sein Vater war Beamter in der Salzburger Landwirtschaftskammer. Pantzer besuchte in Salzburg die Volksschule und das Humanistische Gymnasium. Sein Zeichenlehrer war Rudolf Hradil. Nach der Matura (1960) diente Pantzer zwei Jahre beim Bundesheer (Leutnant d. Res.); ab 1962 studierte er in Wien Neuere Geschichte, Germanistik und Japanologie und schloss 1968 mit dem Dr. phil ab. Während seiner Studienzeit freundete er sich u. a. mit der Malerin und Journalistin Hertha Jugl-Jennewein an, die ihm ihre gesammelte Korrespondenz mit ihrem Studienkollegen, dem Maler Rudolf Hradil, zur späteren Veröffentlichung vermachte.

## Berufliche Laufbahn
Studienaufenthalt an der Universität Tokyo von 1968–1971, anschließend Eintritt in das Institut für Japanologie an der Wiener Universität als Assistent und Lektor. 1976/77 hielt Pantzer eine einjährige Forschungsstelle an der Fremdsprachen-Hochschule Tokyo.
1986 Habilitation für Japanologie mit besonderer Berücksichtigung der Geschichte der japanischen Außenbeziehungen. Im Jahr 1988 Ernennung zum ordentlichen Professor. Übersiedlung nach Bonn, zunächst zur Lehrstuhlvertretung, seit 1994 fest berufen als Professor für Japanologie an der Universität Bonn. 1988–1996 und 2005–2008 Geschäftsführender Direktor des Japanologischen Seminars ebendort. 1998/99 Gastprofessor am National Institute for Japanese Literature (Kokubunken), Tokyo.
Seit 2008 war Pantzer emeritiert, lebte und arbeitete in Wien. 2019 war er Kurator einer Ausstellung im Japaneum auf Burg Rabenstein zu den Beziehungen zwischen Japan und Europa in der Zeit zwischen 1550 und 1914.

## Schwerpunkte
Seine Forschungsschwerpunkte sind die diplomatischen und kulturellen Beziehungen zwischen Japan und dem Westen im 19. und 20. Jahrhundert; weiters Arbeiten zur Wissenschaftsgeschichte der Japanologie; auch die Erfassung aller edo-zeitlichen japanischen Druckwerke in österreichischen Bibliotheken.
Peter Pantzer  Ehrenpräsident der Deutsch-Japanischen Gesellschaft Bonn.
Neben seiner akademischen Arbeit engagierte sich Peter Pantzer auch in der populären Darstellung der japanischen Geschichte. So war er Autor der Neuauflage von Band 94 der Kinderbuch-Reihe Was ist was zum Thema Samurai.
Im November 2017 erschien unter dem Titel 'Nur eine kleine Maulbeere. Aber sie wog schwer' seine kommentierte Übersetzung von 50 Gedichten der japanischen Kaiserin Michiko, an denen er in enger Kooperation mit dem japanischen Kaiserhof gearbeitet hatte.

## Auszeichnungen
- 2000 Österreichisches Ehrenkreuz für Wissenschaft und Kunst I. Klasse
- 2003 Übersetzerpreis der Japan Foundation
- 2007 Orden der "Aufgehenden Sonne am Halsband, Goldene Strahlen"[4]

## Werke
- Hundert Jahre Japan – Österreich. Tôkyô (Nichi-Ô kyôkai) 1970.
- Japan und Österreich-Ungarn. Die diplomatischen, wirtschaftlichen und kulturellen Beziehungen von ihrer Aufnahme bis zum Ersten Weltkrieg. (=Beiträge zur Japanologie, Bd. 11). Wien 1973.
- Verzeichnis der Zeitschriften in der Bibliothek des Instituts für Japanologie an der Universität Wien. Inst. für Japanologie, Wien 1974.
- Nihon Ôsutoria kankei shi [Geschichte der japanisch-österreichischen Beziehungen]. Sôzôsha, Tôkyô 1984.
- Japan und Österreich. Fotodokumentation. Die japanisch-österreichischen Beziehungen von 1869 bis zur Gegenwart. Japanische Botschaft, Wien 1987.
- August Pfizmaier 1808–1887. Katalog zur Ausstellung anläßlich des 100. Todestages des österreichischen Sinologen und Japanologen. Österreichische Nationalbibliothek 18.–29. Mai 1987. (Schriftenreihe Japankunde). Literas Universitätsverlag, Wien 1987.
- mit Julia Krejsa (eigentlich Susanne Krejsa): Japanisches Wien. Herold-Verlag, 1989, ISBN 3-7008-0384-2.
- mit Julia Krejsa: Uiin no Nihon. Ôshû ni nezuku ibunka no kiseki [Japanisches Wien. Die Spuren einer fremden Kultur in Europa] The Simul Press, Tokio 1990, ISBN 4-377-40837-2.
- Nihon Ôsutoria shûkô 130-shûnen kinen-ten. Aoyama Mitsuko, Kurimuto, sono jidai. 130 Jahre freundschaftliche Beziehungen. Österreichisch-Japanische Begegnungen. Mitsuko, Klimt und ihre Zeit. Tokio 1999.
- Imari-Porzellan am Hofe der Kaiserin Maria Theresia. Hetjens-Museum – Deutsches Keramikmuseum, Düsseldorf 2000, ISBN 3-9804529-2-1.
- Japanischer Theaterhimmel über Europas Bühnen: Kawakami Otajiro, Sadayakko und ihre Truppe auf Tournee durch Mittel- und Osteuropa 1901/1902. Iudicum, Wien 2005, ISBN 3-89129-920-6.
- Samurai. (Ein Was-Ist-Was Buch, Bd. 94). Tessloff Verlag, Nürnberg 2006, ISBN 3-7886-0636-3.
  - Samurai. (Reihe Zachem-i-pochemu). Mir Knigi, Moskau 2007.
  - Los samurais. (Reihe Cómo y por qué). Santillana Ediciones Generales, México: Altea 2008.
- mit Sven Saaler: Japanische Impressionen eines Kaiserlichen Gesandten. Karl von Eisendecher im Japan der Meiji-Zeit. Meiji shoki no Nihon. Doitsu gaikôkan Aisendecchâ kôshi no shashinchô yori. Iudicium, München / OAG, Tokio 2007.
- Mokichi Saitô. Wanzentagebuch. Die kleinen Leiden und Freuden eines japanischen Studenten im Europa zwischen den zwei großen Kriegen. (Übersetzer und Herausgeber). Freiburg: Herder 2011. ISBN 978-3-451-30523-8.
- Mit der k.u.k. Kriegsmarine zu Besuch im Japanischen Kaiserreich. In: Viribus Unitis. Jahresbericht des Heeresgeschichtlichen Museums 2012. Wien 2013, ISBN 978-3-902551-37-5, S. 45–72.
- "Original-Japaner" auf Europas Bühnen. In: Im Rausch der Kirschblüten. Japans Theater und sein Einfluss auf Europas Bühnenwelten. Wien 2013, ISBN 978-3-85033-759-5, S. 51–60.[5]
- Übersetzung von Michiko, Kaiserin von Japan: Nur eine kleine Maulbeere aber sie wog schwer (Gedichte), Freiburg im Breisgau: Herder 2017, ISBN 978-3-451-31220-5.
- Österreichs erster Handelsdelegierter in Japan – Das Japan-Tagebuch von Karl Ritter von Scherzer 1869 Iudicium Verlag München 2019, ISBN 978-3-86205-120-5.
- mit Nana Miyata: Friedrich Kirchner. Mit der S.M.S. Kaiserin Elisabeth in Ostasien – Das Tagebuch eines Unteroffiziers der k. u. k. Kriegsmarine (1913-1920) Böhlau, Wien – Köln – Weimar 2019, ISBN 978-3-205-23256-8
- mit Nana Miyata: Eine Schatztruhe der frühen Meiji-Zeit. Michael Moser und seine photographischen Arbeiten aus Japan. Iudicium Verlag, München 2019, ISBN 978-3862051168.
- mit Nobukata Kutsuzawa und Nana Miyata: The Vienna Exposition of 1873. Meji Japan from the perspectives of Japan and Austria. Shinbunkaku, Kyoto, 2022, ISBN 978-4-7842-2028-1.